# Experiencia de cliente
La experiencia del cliente (en inglés: customer experience, abreviado CE o CX) es el producto de las percepciones de un cliente después de interactuar racional, física, emocional y/o psicológicamente con cualquier parte de una empresa. Esta percepción afecta los comportamientos del cliente y genera recuerdos que impulsan la lealtad y afectan el valor económico que genera una organización. Además, la experiencia del cliente no solo puede ser pensada desde la perspectiva del usuario del bien o servicio, si no también desde la perspectiva de servicios públicos como el transporte.
Alcanza a todas las interacciones desde la atracción y el interés que generó el marketing, el descubrimiento, la compra, el uso, el servicio al cliente y hasta la baja, sin importar el canal por el que ocurran. Su alcance es integrador, uniendo al negocio en torno a la visión del cliente.
En los últimos tiempos, la gestión de la experiencia de cliente se ha constituido en una estrategia de diferenciación competitiva, una verdadera disciplina que va más allá de la satisfacción del cliente y la calidad de servicio. Se trata de entender, diseñar y gestionar las interacciones con clientes para influir sobre las percepciones que éstos tienen, buscando incrementar su satisfacción, lealtad y apoyo.
Para ello, es preciso definir una estrategia de experiencia de cliente, definiendo la cultura empresarial con base en valores, creencias y comportamientos centrados en pensar como el cliente en lugar de pensar únicamente en el cliente. Del mismo modo se debe tener una estructura de gobierno clara, delimitando responsabilidades, decisores, trazabilidad, paquetes de compensación y modelos de recompensa, diseñando y orientando los procesos de negocio para ofrecer el máximo valor al cliente.
El modelo de negocio que trabaja la experiencia de cliente de una forma estructural, es el conocido por "Customer Centric". Un modelo bastante utilizado en los EE. UU. al haber sido popularizado por grandes marcas como Amazon o Starbucks. Se trata de poner al cliente en el centro de las decisiones, para idear desde su punto de vista y de esta forma mejorar su experiencia progresivamente. Las empresas centradas en el cliente no venden solo un producto o un servicio, entregan experiencias positivas de forma consistente, para vincular a sus clientes a otro nivel. Esta vinculación se traduce en resultados, por un mayor volumen de ventas y el efecto de la recomendación.

## Manifiesto Experiencia de Cliente
La Asociación Española para el Desarrollo de la Experiencia de Cliente (DEC) considera que una empresa debe cumplir el siguiente decálogo para considerar que una organización ha conseguido implementar esta disciplina en su relación con los distintos grupos de interés: 
- Es un elemento transformacional clave para la competitividad.
- Se genera a partir de todas las interacciones con el cliente.[6]
- Debe ser relevante, diferencial y transmisora de la marca.
- Es racional, es emocional, y debe ser homogénea.
- Parte del conocimiento del cliente.
- Se entrega por todos los empleados a partir de una cultura integral y única.
- Precisa de profesionales especializados, pero con una visión global.
- Trabaja con metodología y know-how específico.
- Es medible y sus palancas son identificables y accionables.
- Permite el desarrollo sostenible de resultados: mejora la captación, retención y vinculación con los clientes.

## Gestión de la experiencia de cliente
La gestión de la experiencia de cliente (en inglés: customer experience management, CEM) es un conjunto de procesos que utiliza la compañía para medir, entender y organizar los momentos de interacción que existen entre la empresa y el cliente durante su círculo de vida. El objetivo de esta gestión es optimizar las interacciones, siempre desde el punto de vista del cliente, para conseguir su completa fidelización.
Según Gartner, la gestión de la experiencia de cliente es el diseño y reacción a las interacciones del cliente para cumplir las expectativas del cliente y, por lo tanto, aumentar su satisfacción, lealtad y apoyo. Se trata de una estrategia que requiere el cambio de procesos y muchas tecnologías para realizar.
Otras definiciones apuntan a que la Gestión de la Experiencia de Cliente es el nombre que recibe la disciplina que se encarga de entender, diseñar y gestionar las interacciones con Clientes para influir sobre las percepciones que éstos tienen, buscando incrementar su satisfacción, lealtad y apoyo.

## Tecnología en experiencia de cliente
La experiencia del cliente se ha convertido en una de las herramientas principales para conseguir una diferenciación respecto a la competencia. Según Customer Think, la tecnología basada en la omnicanalidad, la inteligencia artificial y el Big Data facilita la capacidad de ofrecer una buena experiencia al consumidor actual, y con ello mejorar las ventas.